# Grote langoorbuideldas
De grote langoorbuideldas (Macrotis lagotis) is een buideldas uit de familie der langoorbuideldassen. De wetenschappelijke naam van de soort werd voor het eerst geldig gepubliceerd door James Reid in 1837.

## Kenmerken
De grote langoorbuideldas is een grote buideldas met lange, sterke poten, grote konijnachtige oren en een lange, driekleurige staart, die bij de wortel blauwgrijs is, in het midden zwart, en bij de punt wit. De bovenkant van het lichaam is blauwgrijs, de onderkant wit. De lange, puntige snuit is roze. De kop-romplengte bedraagt 300 tot 550 mm, de staartlengte 200 tot 290 mm, de oorlengte 80 tot 95 mm en het gewicht 800 tot 2400 g.

## Leefwijze
De grote langoorbuideldas is een solitaire soort, die de dag doorbrengt in grote, diepe, zelfgegraven holensystemen. 's Nachts, wanneer het dier actief is, eet hij onder andere geleedpotigen, wortels en schimmels, die hij uit de bodem opgraaft. Tijdens het rennen wordt de staart stijf naar achteren gehouden.

## Voortplanting
Jongen worden na een draagtijd van 13 tot 16 dagen, meestal tussen maart en mei geboren, hoewel er als de omstandigheden goed zijn altijd wel jongen kunnen worden geboren. Deze verlaten na 80 dagen de buidel. Meestal baart het vrouwtje een tweeling.

## Verspreiding
die voorkomt in Australië. Oorspronkelijk kwam dit dier in vrijwel het gehele Australische binnenland voor, maar nu alleen nog maar in Zuidwest-Queensland, het grensgebied van het Noordelijk Territorium en West-Australië en de Kimberley. Soms worden er tot zes ondersoorten erkend.

## Easter Bilby
In Australië wordt sinds 1968 de langoorbuideldas gepromoot als de Paaslangoorbuideldas (Easter Bilby) in plaats van de Paashaas, omdat de uitheemse konijnen grote schade aan de inheemse natuur aanrichten.
Grote langoorbuideldas (Macrotis lagotis) · Kleine langoorbuideldas (Macrotis leucura; uitgestorven)